# タカサゴノコギリクワガタ
タカサゴノコギリクワガタ（高砂鋸鍬形虫 学名 Prosopocoilus motschulskyii）は、節足動物門昆虫綱鞘翅目クワガタムシ科ノコギリクワガタ属の一種。

## 分布
和名通り台湾に生息し、特産種になっている。

## 特徴
日本のノコギリクワガタに似ているが、やや小型で、体長は大きくてもオスで60mmを超える程度でメスも32mm程。大型個体の顎形状がノコギリクワガタのそれに近いが、くの字になるほど屈曲しておらず、内歯も少なめで、少々緩やかなカーブを描く形に近くなる。中型や小型個体のオスは、中歯や原歯型が出てくる。
生息地の開発や、乱獲などで、減少傾向にあるという。

## 近縁種
日本の八重山諸島の石垣島と西表島に生息するヤエヤマノコギリクワガタは、地理関係の近さから、かつては亜種の扱いをされていたが、現在は近縁の別種となっている。